# Jewgienij Korotkiewicz
Jewgienij Siergiejewicz Korotkiewicz (ros. Евгений Сергеевич Короткевич, ur. 18 sierpnia 1918 w Rzeczycy, zm. 1 lutego 1994 w Petersburgu) – radziecki uczony, badacz polarny, kierownik radzieckich wypraw antarktycznych, Bohater Pracy Socjalistycznej (1981).

## Życiorys
W 1940 ukończył Leningradzki Uniwersytet Państwowy. Od czerwca 1940 służył w Armii Czerwonej, walczył w wojnie z Niemcami, w 1943 dowodził plutonem 257 samodzielnego batalionu saperów 123 Dywizji Piechoty Frontu Leningradzkiego, został odznaczony orderem. W momencie zakończenia wojny miał stopień starszego sierżanta. Od 1947 do 1955 pracował na wyspach Nowosybirska oraz na Nowej Ziemi, Ziemi Franciszka Józefa, Ziemi Północnej, Spitsbergenie, wyspach Morza Karskiego i półwyspie Tajmyr. Otrzymał tytuł doktora nauk geograficznych i profesora. Od 1955 jego działalność naukowa i organizacyjna byłą związana z poznawaniem przyrody Antarktyki. Brał udział w pierwszej kompleksowej wyprawie antarktycznej, później od 1962 do 1989 kierował działalnością radzieckich ekspedycji antarktycznych. Był zastępcą dyrektora Naukowo-Badawczego Instytutu Arktycznego i Antarktycznego w Leningradzie, w którym był wiodącym uczonym w dziedzinie glacjologii i geografii obszarów polarnych, wniósł duży wkład w poznanie regionu arktycznego i antarktycznego. Napisał ponad 200 prac naukowych, kierował pracami przy przygotowaniu i wydaniu serii naukowych atlasów przyrody obszarów polarnych. W latach 70. brał udział w przygotowywaniu dwutomowego Atlasu Antarktyki. Był zastępcą przewodniczącego Rosyjskiego Towarzystwa Geograficznego, dwukrotnie był wybierany wiceprzewodniczącym Międzynarodowego Komitetu Naukowego ds. Badań Antarktycznych i członkiem rad naukowych szeregu instytutów Petersburga. Miał tytuł Zasłużonego Działacza Nauki i Techniki RFSRR. Został pochowany na Cmentarzu Sierafimowskim w Petersburgu.

## Odznaczenia i nagrody
- Medal Sierp i Młot Bohatera Pracy Socjalistycznej (13 marca 1981)
- Order Lenina
- Order Wojny Ojczyźnianej II klasy (11 marca 1985)
- Order Czerwonego Sztandaru Pracy (23 czerwca 1961)
- Order Czerwonej Gwiazdy (9 sierpnia 1943)
- Nagroda Państwowa ZSRR (dwukrotnie, 1971 i 1983)
- Medal „Za zasługi bojowe”